# MCND
MCND (кор. 엠씨엔디; абревіатура від англ. Music Creates New Dream, укр. Музика створює нові мрії) — південнокорейський чоловічий поп-гурт, створений у 2020 році компанією TOP Media. Складається з п'яти учасників: Касл Джея, Біка, Міндже, Хвіджуна та Віна. Гурт дебютував 27 лютого 2020 року з піснею «Ice Age».

## Кар'єра

### 2019: Предебют
2 січня 2019 року гурт випустив додебютний хіп-хоп сингл «Top Gang». Пісня була компонована Касл Джеєм, та написана Касл Джеєм, Біком, та Віном. Саме з цією піснею MCND вперше виступили 13 грудня на шоу Music Bank та 15 грудня на Inkigayo у 2019 році.

### 2020: дебют з Into the Ice Age, «Spring» та Earth Age
Офіційний дебют стався 27 лютого 2020 року з мініальбомом Into the Ice Age та титульною піснею «Ice Age». 26 лютого на сеульському Yes24 Live Hall транслювали їхній перший виступ. Вже через день випустили музичне відео на титульну пісню. 15 березня MCND провели свою першу онлайн-зустріч з фанатами, що зробило їх одним з перших гуртів, що започаткували віртуальний формат спілкування для подібних заходів. Вони описали цю зустріч як «цілком новий досвід».
9 квітня гурт повернувся з синглом «Spring».
20 серпня гурт повернувся з першим камбеком — мініальбомом Earth Age та головною піснею «Nanana». Зокрема, АІ організовував їх концерт, який гурт описав, як: «дивовижний та веселий» досвід, зазначаючи що почувалися доволі незручно, але концерт пройшов «досить успішно».
26 вересня гурт організував перший в історії онлайн-концерт «MCND 1st On: Live» і він завершився успішно. З того часу вони називають цей концерт одним із «найцінніших спогадів», як гурту.

### 2021:MCND AgeтаThe Earth: Secret Mission Chapter.1
Перед другим камбеком гурт взяв невелику перерву, аби покращити свої музичні та виступальні навички. Касл Джей поділився, що він «брав уроки вокалу та багато займався музикою», а Бік працював над своїми навичками перфомансу.
8 січня гурт повернувся із третім мініальбомом MCND Age з головним синглом «Crush». Він сказав, що заглавна пісня — одна з найулюбленіших пісень MCND, указавши, що вона «здається кольоровою піснею, яку може створити тільки MCND».
31 серпня гурт випустив четвертий мініальбом The Earth: Secret Mission Chapter.1 з головним синглом «Movin'». Він зазначив, що «світогляд їхніх камбеків розширився» з моменту дебюту, дозволивши з'явитися більш об'ємним «історіям та повідомленням» у їхній творчості.

### 2022: Перший тур MCND таThe Earth: Secret Mission Chapter.2
12 лютого гурт оголосив свій перший тур «MCND EUROPE TOUR 2022» в рамках якого вони відвідали 6 країн та 7 міст.
7 березня гурт оголосив перший тур по Америці, починаючи з початку червня MCND повинні відвідати 10 міст у 4 країнах, включаючи США, Мексику, Канаду та Бразилію. Згодом, концерти перенесли на серпень через адміністративну помилку.
11 червня MCND випустили кліп «W.A.T.1», підготовлений для їхнього майбутнього камбеку, а 15 червня офіційно опублікували розклад концертів.
7 липня вийшов п'ятий мініальбом The Earth: Secret Mission Chapter.2 та його головний трек «#Mood».
19 листопада гурт провів перший тур в Азії, у Філіппінах в SM North EDSA Skydome.
На 22 листопада 2023 року запланований вихід п'ятого мініальбому ODD-VENTURE.

## Учасники
| Сценічний псевдонім | Сценічний псевдонім | Сценічний псевдонім | Справжнє ім'я | Справжнє ім'я | Справжнє ім'я | Дата народження           | Місце народження     | Позиція у гурті                                 |
| Українською         | Латиницею           | Хангилем            | Українською   | Латиницею     | Хангилем      | Дата народження           | Місце народження     | Позиція у гурті                                 |
| ------------------- | ------------------- | ------------------- | ------------- | ------------- | ------------- | ------------------------- | -------------------- | ----------------------------------------------- |
| Касл Джей           | Castle J            | 캐슬제이            | Сон Сонджун   | Son Seongjun  | 손성준        | 31 травня 1999 (25 років) | Сеул, Південна Корея | Лідер, головний репер, продюсер                 |
| Бік                 | Bic                 | 빅                  | Нам Синмін    | Nam Seungmin  | 남승민        | 25 квітня 2001 (23 роки)  | Південна Корея       | Головний танцюрист, ведучий репер, саб-вокаліст |
| Міндже              | Minjae              | 민재                | Сон Міндже    | Song Minjae   | 송민재        | 23 серпня 2003 (21 рік)   | Південна Корея       | Ведучий вокаліст, ведучий танцюрист             |
| Хвіджун             | Huijin              | 휘준                | Но Хвіджун    | No Huijun     | 노휘준        | 7 жовтня 2003 (21 рік)    | Південна Корея       | Головний вокаліст                               |
| Він                 | Win                 | 윈                  | Бан Джунхьок  | Bang Junhyuk  | 방준혁        | 19 грудня 2004 (20 років) | Південна Корея       | Саб-репер, макне                                |

## Дискографія

### Мініальбоми
| Назва                               | Деталі | Пікові позиції у чартах | Продажі                  |
| Назва                               | Деталі | KOR                     | Продажі                  |
| ----------------------------------- | --- | ----------------------- | ------------------------ |
| Into the Ice Age                    | - Реліз: 27 лютого 2020 - Лейбл: TOP Media - Формат: CD, цифрове завантаження, стриминг Трек-лист 1. «Into the Ice Age» 2. «Ice Age» 3. «Stereotypes» 4. «Hey You» 5. «Top Gang»                                                                                              | 8                       | - Південна Корея: 19,586 |
| Earth Age                           | - Реліз: 20 серпня 2020 - Лейбл: TOP Media - Формат: CD, цифрове завантаження, стриминг Трек-лист 1. «Intro: Earth Age» (Intro: 푸른별) 2. «Nanana» 3. «Breathe» (кор. 숨쉬어) 4. «Beautiful» 5. «Galaxy» 6. «Bumpin'» (кор. 쾅쾅쾅) 7. «Outro; Kepler1649c» (Outro ; 외딴별) | 3                       | - Південна Корея: 29,665 |
| MCND Age                            | - Реліз: 8 січня 2021 - Лейбл: TOP Media - Формат: CD, цифрове завантаження, стриминг Трек-лист 1. «Intro: MCND Age» 2. «Crush» (кор. 우당탕) 3. «Louder» 4. «Ko, Ok!» 5. «Player» 6. «Outro»; ㅁㅊㄴㄷ 7. «Not Over» (кор. 아직 끝난 거 아이다)                              | 4                       | - Південна Корея: 25,560 |
| The Earth: Secret Mission Chapter.1 | - Реліз: 31 серпня 2021 - Лейбл: TOP Media - Формат: CD, цифрове завантаження, стриминг Трек-лист 1. «Movin'» (кор. 너에게로) 2. «Cat Waltz» (кор. 고양이 춤) 3. «Bowwowwow» 4. «H.B.C» 5. «Play Pungak» (кор. 풍악을 울려) 6. «Reason»                                       | 6                       | - Південна Корея: 26,911 |
| The Earth: Secret Mission Chapter.2 | - Реліз: 7 липня 2022 - Лейбл: TOP Media - Формат: CD, цифрове завантаження, стриминг Трек-лист 1. «W.A.T.1» 2. «#Mood» 3. «Blow» 4. «Red Sun» 5. «Juice» 6. «Back to You» | 17                      | - Південна Корея: 17,666 |
| Odd-Venture                         | - Реліз: 22 листопада, 2023 - Лейбл: TOP Media - Формат: CD, цифрове завантаження, стриминг Трек-лист 1. «Run» 2. «Odd-Venture» 3. «Pop Star» 4. «Treasure» 5. «Loosen Up» 6. «Cruise» 7. «W.A.T.1 (English ver.)»                                                            | 22                      | - Південна Корея: 11,732 |

### Сингли
| Назва                                                                            | Рік  | Пікові позиції у чартах | Альбом                              |
| Назва                                                                            | Рік  | US World                | Альбом                              |
| -------------------------------------------------------------------------------- | ---- | ----------------------- | ----------------------------------- |
| «Top Gang»                                                                       | 2020 | —                       | Into the Ice Age                    |
| «Ice Age»                                                                        | 2020 | —                       | Into the Ice Age                    |
| «Spring» (떠)                                                                    | 2020 | —                       | Сингл без альбому                   |
| «Nanana»                                                                         | 2020 | —                       | Earth Age                           |
| «Crush» (우당탕)                                                                 | 2021 | 25                      | MCND Age                            |
| «Movin'» (너에게로)                                                              | 2021 | —                       | The Earth: Secret Mission Chapter.1 |
| «#Mood»                                                                          | 2022 | —                       | The Earth: Secret Mission Chapter.2 |
| «Odd-Venture»                                                                    | 2023 | —                       | Odd-Venture                         |
| «—» релізи, що не потрапили у чарти або не були випущені у відповідних регіонах. |      |                         |                                     |

## Нагороди та номінації
| Нагорода                     | Рік  | Категорія                        | Номінант / Робота | Результат | Прим.  |
| ---------------------------- | ---- | -------------------------------- | ----------------- | --------- | ------ |
| Asia Artist Awards           | 2020 | Male Singer Popularity Award     | MCND              | Номінація | [ 30 ] |
| Asia Artist Awards           | 2021 | Male Idol Group Popularity Award | MCND              | Номінація | [ 31 ] |
| Asia Model Awards            | 2021 | Rookie of the Year               | MCND              | Перемога  | [ 32 ] |
| Golden Disc Awards           | 2021 | Rookie Artist of the Year        | MCND              | Номінація | [ 33 ] |
| Korea First Brand Awards     | 2021 | New Male Artist Award            | MCND              | Номінація | [ 34 ] |
| Melon Music Awards           | 2020 | New Artist of the Year — Male    | MCND              | Номінація | [ 35 ] |
| Mnet Asian Music Awards      | 2020 | Artist of the Year               | MCND              | Номінація | [ 36 ] |
| Mnet Asian Music Awards      | 2020 | Best New Male Artist             | MCND              | Номінація | [ 36 ] |
| Mnet Asian Music Awards      | 2020 | Worldwide Icon of the Year       | MCND              | Номінація | [ 36 ] |
| Soribada Best K-Music Awards | 2020 | New K-Wave New Artist Award      | MCND              | Перемога  | [ 37 ] |